# Abeille Bourbon
Pour les articles homonymes, voir Bourbon.
L’Abeille Bourbon, Abeille Bretagne depuis le 22 mai 2025, est un navire de remorquage d'urgence - remorqueur d'intervention, d'assistance et de sauvetage (RIAS) - français, navire-jumeau de l'Abeille Liberté, long de 80 mètres avec une force de traction de 200 tonnes, 12 hommes d'équipage, conçu par l'architecte naval norvégien Sigmund Borgundvaag et construit par Kleven Maritim. Il est baptisé le 13 avril 2005 par Jacques de Chateauvieux en présence de Bernadette Chirac, sa marraine. Il est basé à Brest et assure la sécurité maritime du rail d'Ouessant.
L’Abeille Bourbon est propriété de la société Les Abeilles International, elle-même propriété du groupe Boluda. L'équipage est composé de marins issus de différents secteurs de la marine marchande et de la pêche. L’Abeille est affrété par la Marine nationale au profit de l'action de l'État en mer. Elle se trouve à la disposition du préfet maritime de Brest à n'importe quel moment.
L'Abeille Bourbon change de nom en avril 2025 pour VB Abeille Bretagne,.

## Historique

### Conception
L’Abeille Bourbon est issu du projet « Abeille 2000 », commencé en 1999, et ayant pour but de concevoir deux nouveaux remorqueurs pour remplacer l’Abeille Flandre (à Brest) et l’Abeille Languedoc (à Cherbourg). Le cahier des charges, élaboré avec les équipages de ces deux navires, devait répondre aux exigences nées des 20 ans passés. Les éléments manquants ou à améliorer étaient notamment :
- la possibilité d'accueillir des passagers ;
- un système plus performant de lutte contre l'incendie ;
- un système de lutte antipollution ;
- la possibilité d'accueillir un hélicoptère.

Le nouveau remorqueur devait aussi être conçu spécialement pour le sauvetage, là où les Abeille Flandre et Languedoc étaient à l'origine des remorqueurs de haute mer. Le concept original donnait une longueur de 75 mètres pour 15 000 chevaux de puissance. La procédure de pré-information européenne débute le 20 septembre 2002, afin de sélectionner les chantiers. En avril 2003, quatre sociétés sont retenues : Smit International, Louis Dreyfus Armateurs, NTA et les Abeilles International. Celles-ci ont alors soumis leurs offres le 15 juin, et la société des Abeilles International a été choisie le 6 novembre 2003. Le choix du chantier s'est effectué le 20 novembre en faveur de Myklebust Verft, en collaboration avec Rolls-Royce.
L'architecte naval de l’Abeille Bourbon est Sigmund Borgundvaag, qui avait déjà conçu l’Abeille Flandre 27 ans plus tôt. Le projet reçoit le nom UT515.

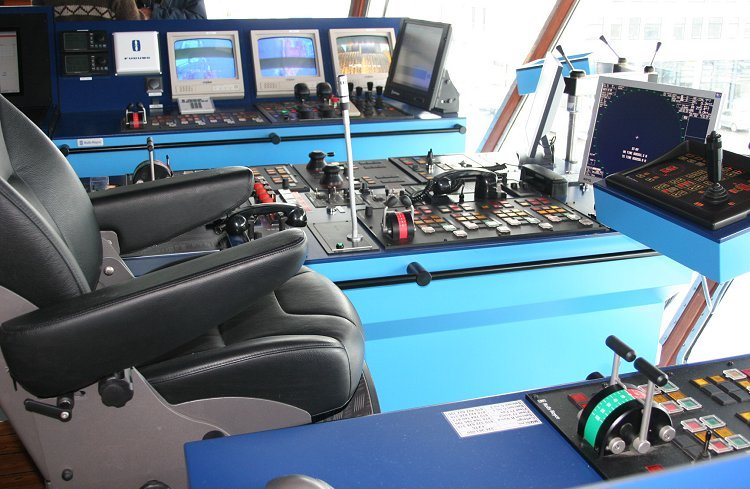
Passerelle de l’Abeille Bourbon

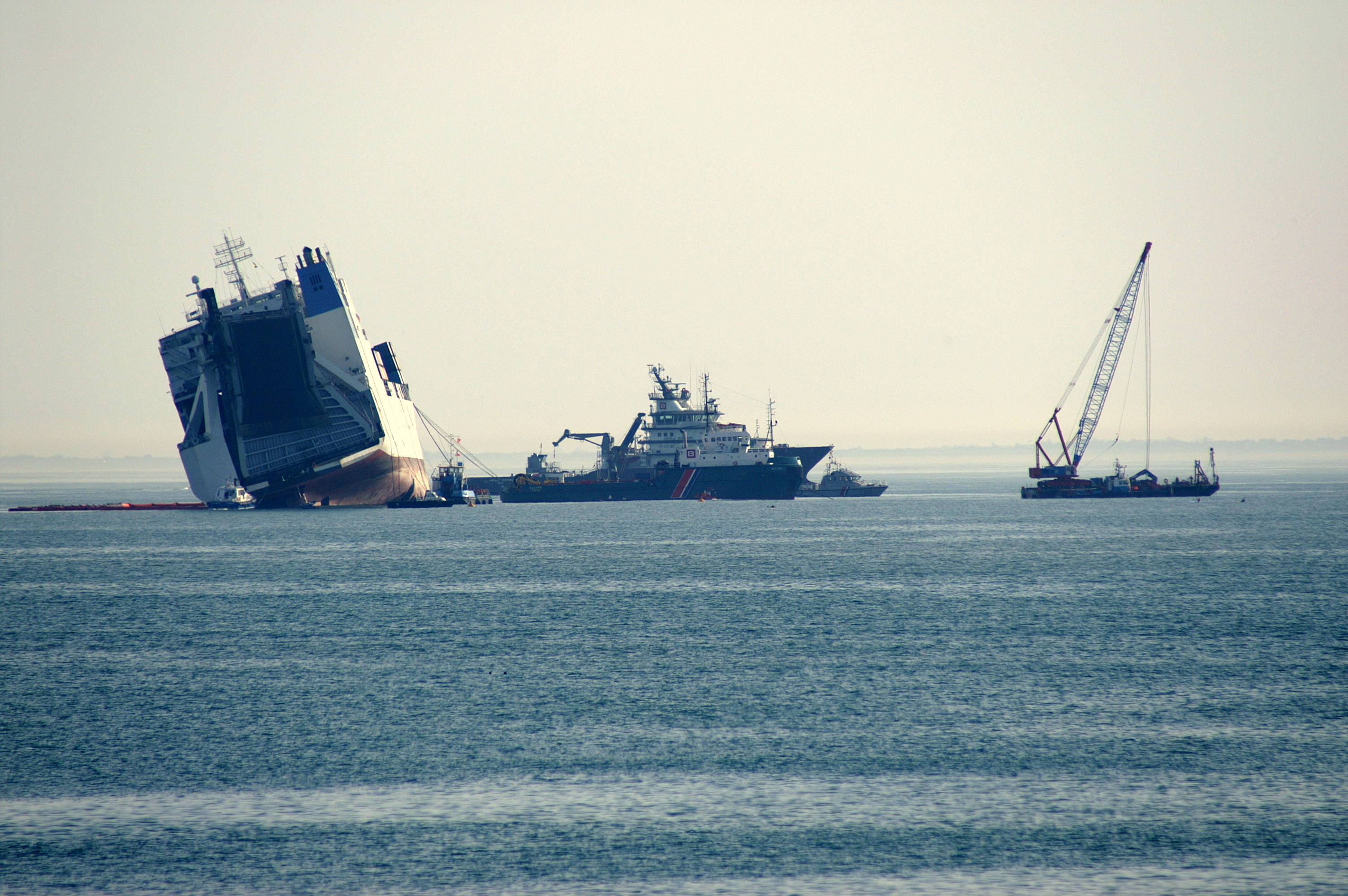
Remorquage du porte-conteneurs panaméen Rokia Delmas échoué au large de l'île de Ré en 2006

### Construction
La construction a commencé le 15 mars 2004 au chantier Maritim Ltd à Gdańsk, en Pologne. La coque et les superstructures y ont été construites, mobilisant 150 personnes travaillant sur trois tronçons. La coque nue pèse 1 500 tonnes, construite en acier, et était composée de 41 blocs.
À la suite de cela, le navire a été remorqué en octobre 2004 jusqu'au chantier Kleven Maritim à Florø, en Norvège. C'est dans ce chantier qu'a été installé le système propulsif (moteurs principaux, arbres d'hélice, hélices, safrans, propulseurs annexes).
Enfin, l’Abeille Bourbon a été transféré au chantier Myklebust Verft pour les finitions, aménagements, etc.

### Mise en service
L’Abeille Bourbon est arrivé à Brest le 8 avril 2005, accueilli par l’Abeille Flandre. Il a été baptisé le 13 avril 2005 à Brest ; sa marraine est Bernadette Chirac.
Le commandant Thierry Choquet a effectué le premier sauvetage le 21 mai en remorquant le vraquier maltais Frey de 3 150 tonnes de port en lourd, en avarie de machine au large de Penmarc'h.

### Interventions notables
Les interventions notables de l'Abeille Bourbon sont :
- sur le Rokia Delmas, en octobre 2006 ;
- sur le MSC Napoli, en janvier 2007 ;
- sur le YM Uranus (en), en octobre 2010[4] ;
- sur le Modern Express, au large de La Corogne, en janvier 2016[5] ;
- sur le Grande America, en mars 2019[6].

### Changement de nom
À l'occasion de ses 20 ans de service, le navire change officiellement de nom le 22 mai 2025: l'Abeille Bourbon devient VB Abeille Bretagne. L'acronyme « VB » fait référence aux initiales du dirigeant de la société Les Abeilles à l'origine du navire, Vicente Boluda.
Le groupe de musique franco-suisse Sang d’Ancre a rendu hommage a l’Abeille Bretagne avec une chanson dédiée « Madame » pour son nouveau baptême

## Équipage
L'équipage comprend douze personnes, avec les fonctions suivantes :
- passerelle : commandant, second capitaine, lieutenant ;
- machine : chef mécanicien, second mécanicien, maître mécanicien, maître électricien ;
- pont : maître d'équipage, second-maître, deux matelots ;
- un cuisinier.

Le commandant Thierry Choquet, officier du mérite maritime et chevalier de la légion d'honneur prend se retraite en 2024, à l'âge de 62 ans. L'ancien commandant Charles Claden également chevalier de la légion d'honneur a pris sa retraite le 8 décembre 2013 et son remplaçant est le commandant Jean Luc Le Goff.

## Caractéristiques

### Forme générale

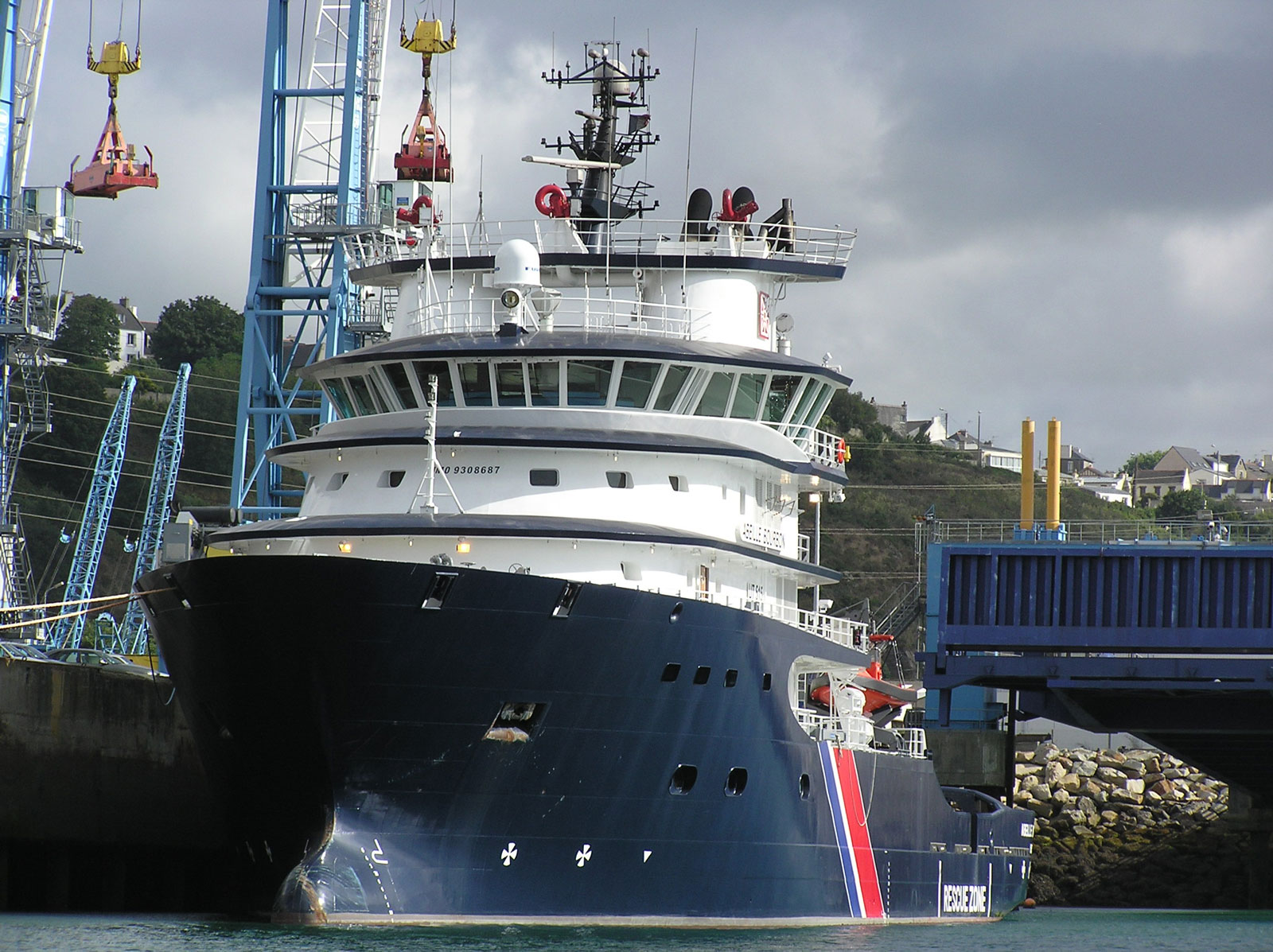
À poste à Brest par marée de grand coefficient.

La forme générale du navire est un compromis entre la recherche de vitesse, la puissance en traction, les besoins spécifiques du sauvetage et les avancées récentes sur les navires de ravitaillement offshore. L’Abeille Bourbon est plus long et plus large que l’Abeille Flandre, en gardant une grande similarité des formes immergées : maître-bau ample, arrière dégagé pour améliorer le flux d'eau vers les hélices. Le bulbe d'étrave est cependant plus proéminent, pour la vitesse.
Les formes émergées sont en revanche assez différentes. L'aspect esthétique, sans être le plus important, est le premier visible : étrave fine, ponts arrondis et finitions soignées. Cet aspect a été motivé par le rôle de l’Abeille Bourbon pour l'image de marque des Abeilles International. Une évolution importante concerne la poupe, de forme plus arrondie afin d'amortir les vagues, et avec un pavois surélevé pour protéger les marins y travaillant lors d'opérations de remorquage.
La superstructure a également été soignée, en intégrant les cheminées afin de procurer une meilleure visibilité vers l'arrière du navire.

### Puissance et contrôle
L’Abeille Bourbon est plus puissant que son aîné : 21 740 chevaux au lieu de 13 000 ; le contrôle du navire est maintenant largement informatisé, notamment par le biais d'écrans tactiles pour le contrôle des paramètres du bateau (assiette et gîte) et des treuils. Les propulseurs sont contrôlés depuis la passerelle à l'aide de joysticks.

### Opérations de sauvetage

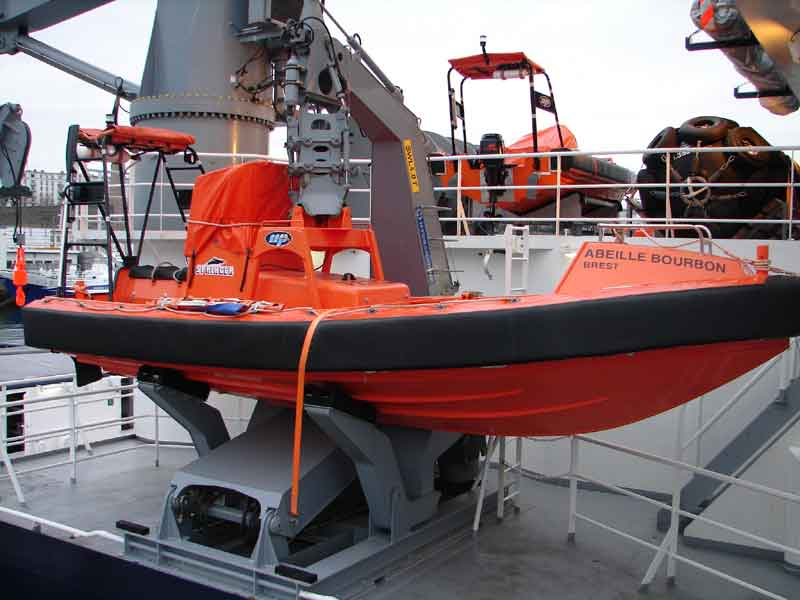
Un des MOB boats.

Les opérations de sauvetage sont facilitées par certains équipements dédiés :
- deux canots de secours Moboats Springer à hydrojets pouvant accueillir 18 rescapés (Mob boat de l'anglais Man Over Board boat, canot de récupération d'homme à la mer) ;
- un PC sauvetage ;
- un local de repos et de récupération pour les rescapés.

La lutte contre l'incendie répond aux normes FiFi 2, avec deux pompes à eau, trois canons à eau et un canon à mousse. Le navire dispose également de moyens de lutte antipollution (réserve de dispersant et deux bras d'épandage), et d'une capacité d'assèchement de 1 240 mètres cubes à l'heure.

## Caractéristiques techniques

### Dimensions
- Longueur hors tout : 80 mètres.

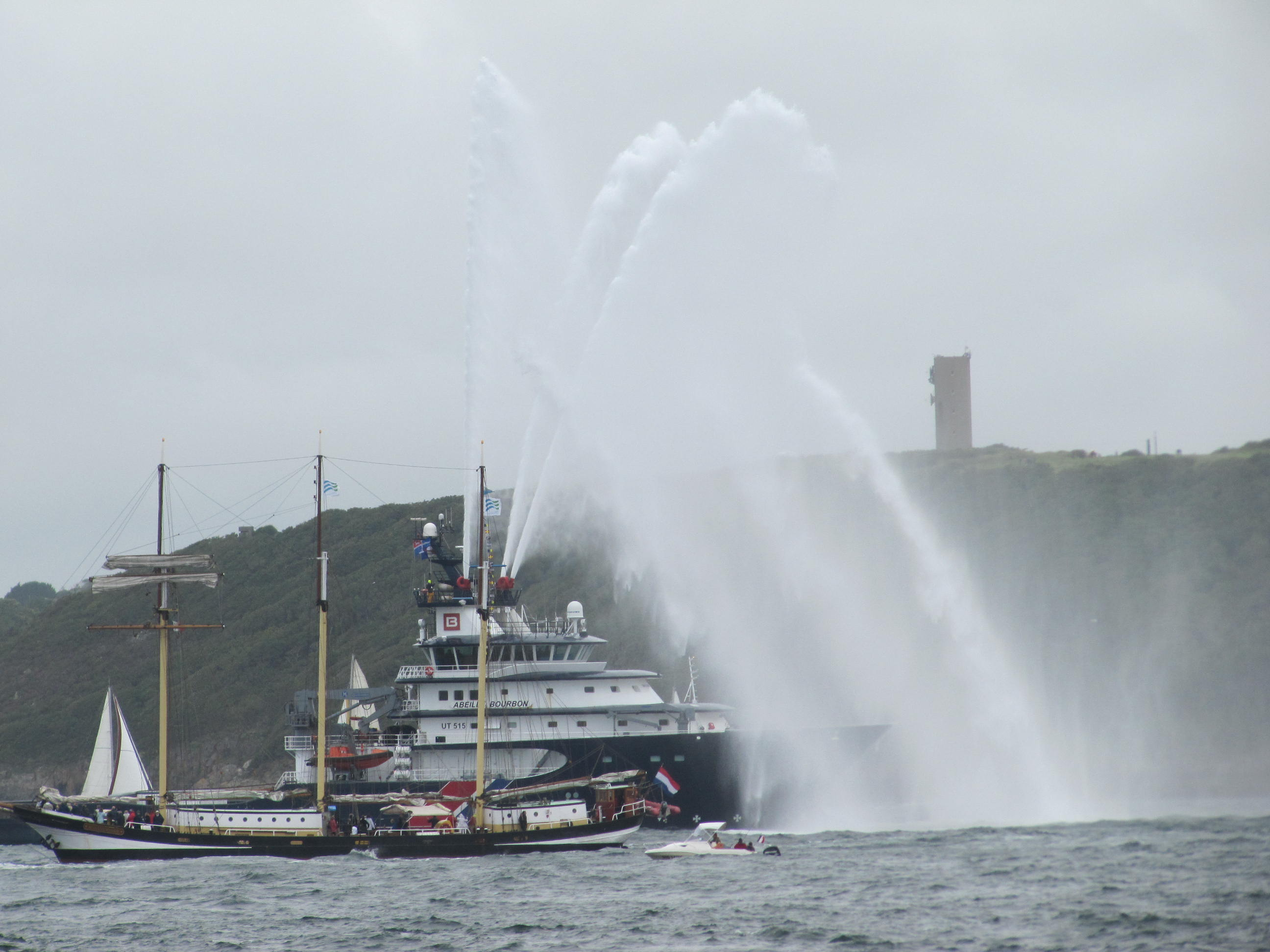
Les canons en fonction lors de la parade de Brest 2012.

- Largeur au maître-bau : 16,5 mètres.
- Tirant d'eau : 6 mètres.
- Tonnage : 3 200.

### Performances
- Vitesse par force 2 : 19,5 nœuds.
- Vitesse par force 7 et vagues de l'avant : 16,5 nœuds.
- Traction au point fixe : 200 tonnes.

### Production électrique
- Quatre moteurs principaux MAK 8M32C de 4 000 kW, soit 16 000 kW au total.
- Deux générateurs attelés de 2 400 kVA (capables de fonctionner en mode « générateur » (Power Take-Off PTO) ou en mode « moteur » (Power Take-In PTI).
- Deux groupes électrogènes de 662 kVA.
- Un groupe de port de 662 kVA.
- Un groupe de secours de 204 kVA.
- Consommation de 68 tonnes de fioul par jour, à 19 nœuds.

### Propulsion
- Deux hélices à pas variable en tuyères.
- Deux propulseurs d'étrave de 883 kW chacun.
- Deux propulseurs d'étambot de 515 kW chacun, poussée transversale totale (avant + arrière) de 40 tonnes.

### Électronique
- Deux radars.
- Système de transmissions par satellite.
- Système de positionnement dynamique.

## Filmographie
Ce navire apparaît dans le film Océans, de Jacques Perrin et Jacques Cluzaud, où il navigue en pleine tempête. Les images présentées ont été tournées depuis la passerelle, le pont et un hélicoptère filmant le bâtiment à basse altitude, des gyrostabilisateurs permettant une prise stable par la caméra embarquée.